# Mesnil-Panneville
Mesnil-Panneville è un comune francese di 742 abitanti situato nel dipartimento della Senna Marittima nella regione della Normandia.

## Storia

### Simboli
Lo stemma è stato adottato il 30 agosto 2012. Ogni quadrante rappresenta uno dei quattro comuni che si sono uniti nel 1822-1823 per formare Mesnil-Panneville: Mesnil Durecu, Hardouville, Panneville e Cidetot.
Il primo, Mesnil Durecu, con lo scudo (écu) simbolo della nobile famiglia dei des Durescu (dur écu); il covone rappresenta il carattere agricolo del comune. Il secondo, Hardouville, porta il giglio di Francia d'oro in campo azzurro poiché era un antico feudo che dipendeva direttamente dal Re di Francia. 
Nel terzo, Panneville, la croce emblema dei cavalieri di San Lazzaro di Gerusalemme che possedevano la commanderia di Saint Antoine de Grattemont; lo sfondo scaccato dei Flavigny si riferisce agli odierni proprietari del castello.
Il quarto, Cidetot, è rappresentato dalla sua colombaia che è stata spostata a Pavilly. In centro lo scudo con il simbolo della Normandia.

## Società

### Evoluzione demografica
Abitanti censiti